# Académie de santé des armées coréennes
L'Académie de santé des armées coréennes (en hangul : 국군간호사관학교) est une université nationale de Corée du Sud située à Daejeon et formant au soin infirmier.

## Cursus
L'Académie de santé, régie par la loi n°2828 du 31 décembre 1975, assure la formation des infirmières des Forces armées de la République de Corée. Les candidates doivent appartenir aux forces armées, non mariées et être âgées de 17 ans au moins et 21 ans au plus. Elles suivent deux séries de cours sur quatre ans, les premiers relevant de l'entraînement militaire dicté par le ministère de la Défense nationale, les seconds de matières générales sur un programme commun des ministères de la Défense et de l'Éducation. Elles passent un examen national qui, si elles le réussissent, leur confère le brevet d'infirmière diplômée avec le grade de sous-lieutenant. Celles qui échouent sont radiées des forces armées.

## Personnel
Le directeur doit être un général nommé par le ministère de la Défense. Les professeurs et professeurs associés sont nommés par le président de la République de Corée en accord avec le ministère de la Défense. Les maîtres assistants sont nommés par le ministère de la Défense.

## Historique

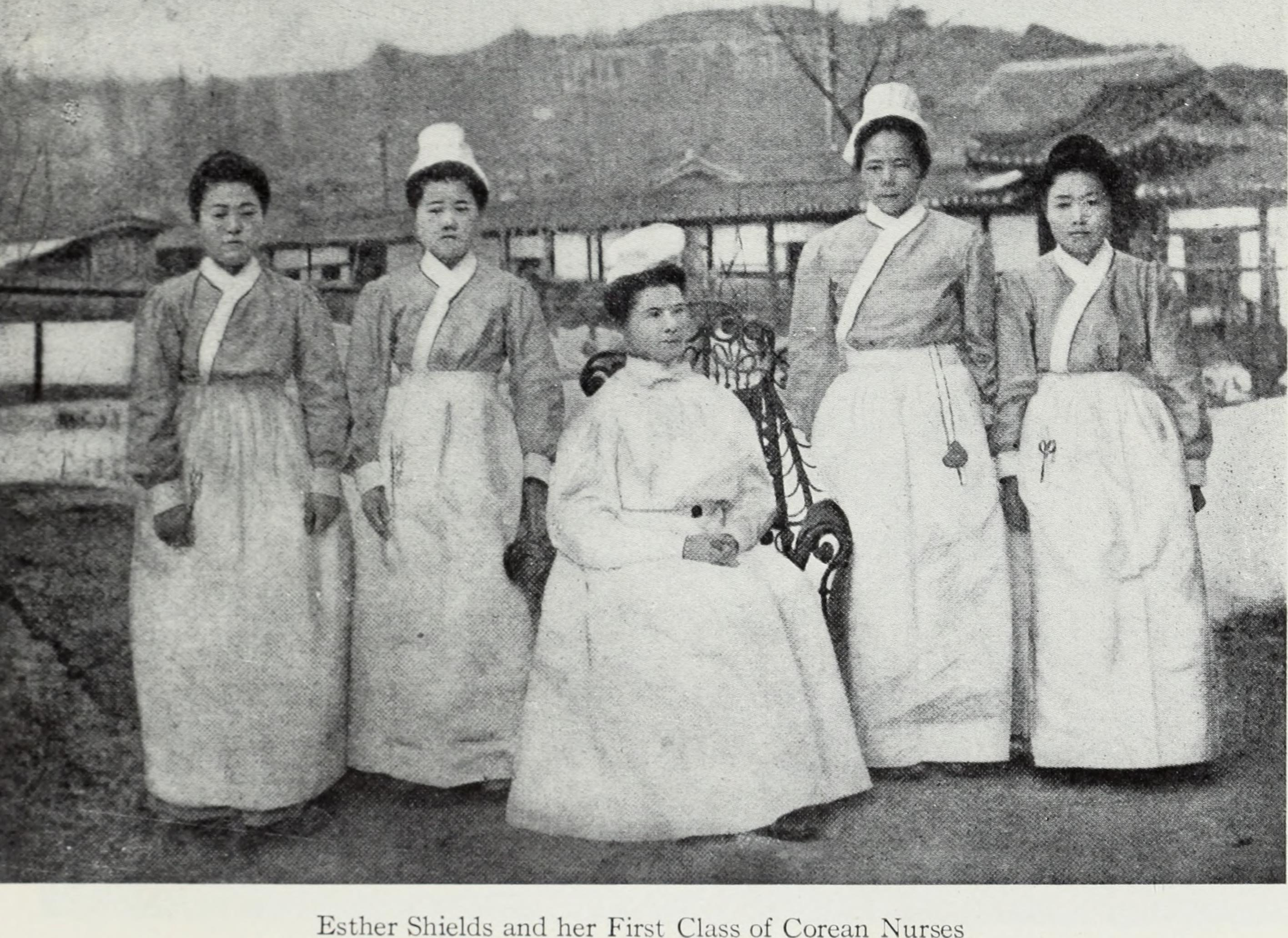
Infirmières coréennes formées par les missionnaires américains et britanniques du Severance Union Hospital (actuelle université Yonsei) en 1912.

Dans la culture coréenne ancienne, le chamanisme reconnaît aux chamanes (mudang), en grande majorité des femmes, des pouvoirs de guérison magique. Les autres femmes sont généralement confinées dans leur foyer familial, soumises à l'autorité successive de leur père, de leur époux et de leur fils aîné, et dissuadées d'exercer une activité à l'extérieur. La Corée, jusqu'au XIXe siècle, est marquée essentiellement par la tradition de la médecine chinoise avec l'usage des plantes médicinales et la philosophie des principes complémentaires du yin et yang. La chirurgie est rudimentaire. Des éléments de médecine occidentale sont introduits à la fin du siècle par les missionnaires américains et britanniques. La première école d'infirmières est fondée en 1903 par la missionnaire Margaret Edmunds à l'hôpital pour femmes Bogu Yeokwan.
À partir de 1905, les colonisateurs japonais chassent du pays les missionnaires occidentaux mais développent un service médical moderne : ils construisent 50 hôpitaux et 4 écoles de médecine. Les postes de responsabilité sont généralement réservés aux colons japonais et il y a peu de chances de promotion pour les Coréens. Les infirmières coréennes sont à peine plus que des servantes et sont subordonnées à leurs collègues japonaises.

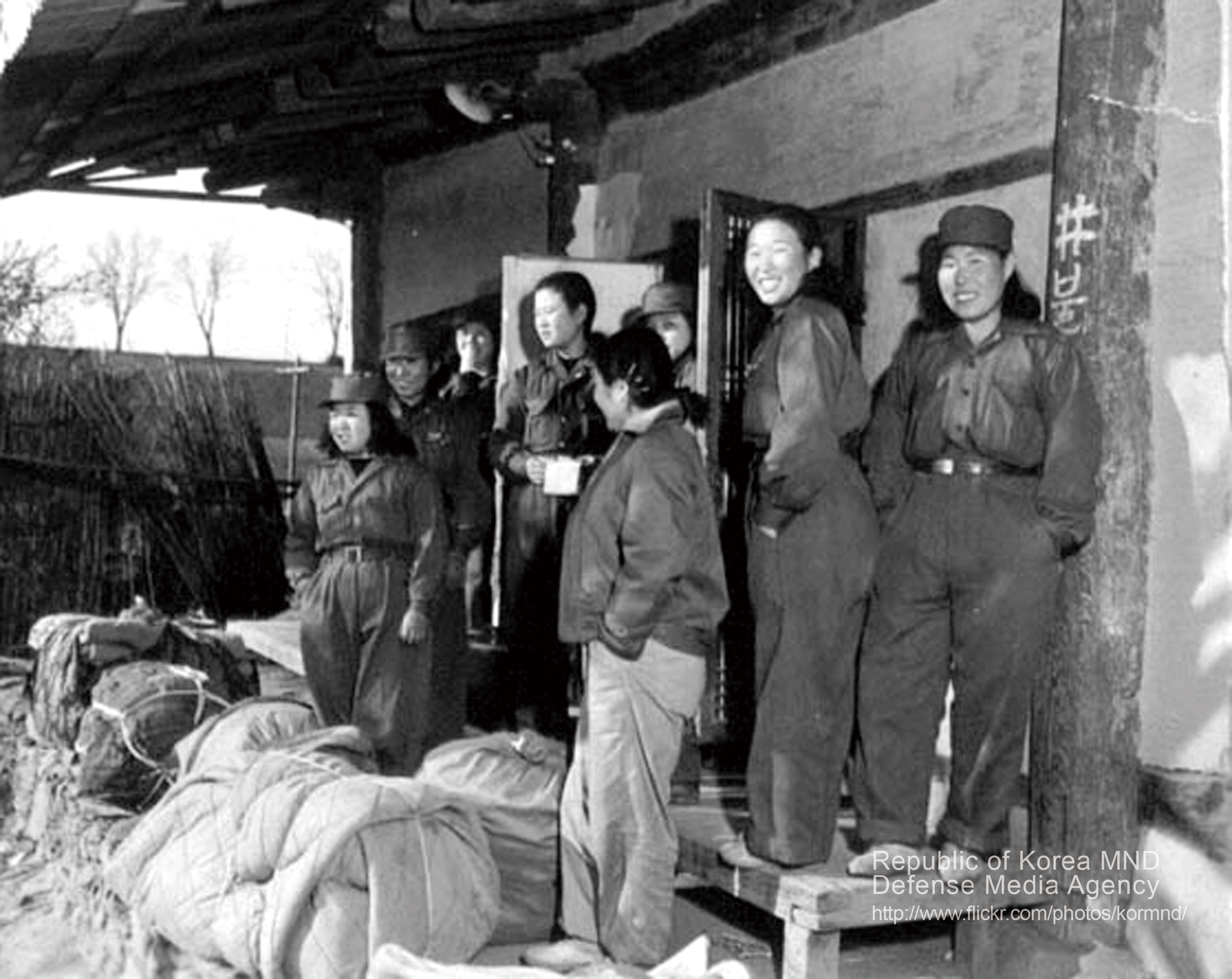
Infirmières militaires de la 6e division d'infanterie sud-coréenne pendant la guerre de Corée le 29 novembre 1950.

À partir de 1945, l'administration militaire américaine dans le sud de la Corée développe un système médical régulier avec 2 317 médecins coréens (qui remplacent les 795 médecins japonais) et 46 hôpitaux provinciaux d'une capacité totale de 4 126 lits. Cependant, beaucoup d'hôpitaux sont inutilisés pendant l'hiver faute de moyens de chauffage. Beaucoup de médecins tiennent leur propre hôpital privé d'une capacité de un à 100 lits. Des cliniques pédiatriques existent dans plusieurs provinces avec des moyens réduits en personnel et équipements, et les habitants n'y recourent que de façon limitée ; vers 1945, la mortalité infantile est estimée à 300 pour mille et la moitié des enfants meurent avant l'âge de 5 ans. En outre, la Corée du Sud a deux hôpitaux psychiatriques de respectivement 50 et 30 lits, trois sanatoriums hébergeant 300 tuberculeux et quatre léproseries accueillant 29 000 patients, le nombre total de cas de lèpre étant évalué à 40 000.
Entre 1945 et 1950, une vingtaine d'écoles d'infirmières existent en Corée, certaines de bon niveau comme la Severance Union Hospital School of Nursing, d'autres médiocres dans certains hôpitaux provinciaux. En 1947, on compte 747 infirmières diplômées, 726 élèves infirmières, 247 aides-soignantes et 1 200 sages-femmes. L'administration américaine établit un cursus unifié d'infirmières. Pendant la guerre de Corée, de 1950 à 1953, les infirmières, tant coréennes qu'américaines, jouent un rôle important. La formation d'infirmières et de sages-femmes continue de se développer après la guerre.
Jusqu'à la fin des années 1950, les écoles d'infirmières ont un statut d'école technique. Le mastère d'infirmière est créé en 1963 et le doctorat en 1978. En 2015, 200 écoles préparent au diplôme de Bachelor of Science in Nursing (en).
En mars 2019, l'Académie décerne ses premiers diplômes à des élèves étrangères, deux étudiantes venues de Mongolie : elles déclarent vouloir être les « Florence Nightingale de Mongolie. »
En 2020, l'épidémie de Covid-19 amène à avancer d'une semaine la date de remise de diplômes de l'Académie ; les nouvelles infirmières doivent faire face à l'afflux des patients et remplacer les collègues placées en quarantaine,.

## Sources et bibliographie
- (en) Cet article est partiellement ou en totalité issu de l’article de Wikipédia en anglais intitulé « Armed Forces Nursing Academy » (voir la liste des auteurs) dans sa version du 16 novembre 2020.
- (en) Richard R. Taylor et Ebbe Curtiss Hoff, Preventive Medicine in WW II, Washington D.C., US Army Medical Service, 1976 (lire en ligne)
- (en) Eui Geum Oh, « Women’s Leadership and Nursing Profession in South Korea », Asian/Pacific Islands Nursing Journal, no 3(2),‎ 21 mai 2012, p. 65–72 (DOI 10.31372/20180302.1085, lire en ligne, consulté le 3 juin 2021)